# Кавос, Евгений Цезаревич
Евгений Цезаревич Кавос (при рождении и до усыновления — Евгений Петрович Клоков; 1858—1918) — русский горный инженер, сотрудник Демидовских заводов, фотограф-любитель; пасынок архитектора Цезаря Кавоса, свойственник семьи Бенуа.

## Биография
Сведения о происхождении и ранних годах Евгения Кавоса не сообщаются; известно только, что он родился 9 (21) июля 1858 года в Санкт-Петербурге. В раннем возрасте был усыновлён архитектором Цезарем Кавосом и 2 марта 1875 года по прошению отчима внесён в часть III дворянской родословной книги Санкт-Петербурга.
В 1870 году поступил во второй класс гимназии Карла Мая, проучился в ней восемь лет, но по неизвестным причинам окончил не её, а в 1877 году «подвергся испытанию зрелости без греческого языка» и получил аттестат в гимназии Императорского человеколюбивого общества.
Поступил на отделение естественных наук физико-математического факультета Санкт-Петербургского университета, но вскоре перешёл на математическое отделение, которое и окончил в 1881 году со степенью кандидата.
После окончания университета стал работать инженером на Уральских заводах Демидовых, часто выезжал на заводы вплоть до 1917 года.
В Ницце 31 января 1888 года женился на художнице Екатерине Сергеевне Зарудной, дочери сенатора Сергея Ивановича Зарудного. В её мастерской, в доме семьи Кавос (Кирочная улица, 18) по четвергам проходили известные «акварельные» вечера, которые посещали многие ведущие художники того времени, в числе которых были И. Е. Репин, А. Н. Бенуа, Н. К. Рерих.
В 1883 году после смерти отчима унаследовал основную часть немалого капитала и решил построить собственный дом с большой мастерской для жены, для чего пригласил своего двоюродного брата, архитектора Л. Н. Бенуа. Строительство двухэтажного особняка с великолепной мастерской на втором этаже, с окном во всю стену, было завершено в 1897 году и семья переехала на Каменноостровский проспект в дом 24.
В 1907 году Кавос часть своих капиталов решил использовать на перестройку дома. Были надстроены два этажа, пристроен длинный флигель, мастерская жены перенесена на четвёртый этаж, сохраняя окно во всю длину стены. К этому времени Е. Ц. Кавос был уже директором горнозаводческого общества.
Революция 1917 года положила конец благополучию Кавосов и, в известном роде, самим супругам — на фоне и на почве развернувшихся в столице и по остальной стране потрясений Екатерина Сергеевна впала в душевное расстройство и умерла от последовавшего истощения в ноябре 1917 года. Евгений Цезаревич пережил жену ненадолго — он умер в конце марта 1918 года; оба супруга были похоронены на Волковском лютеранском кладбище, в семейном захоронении Кавосов (IX уч.). В период между смертями Кавосов их дома на Кирочной улице и на Каменноостровском проспекте были национализированы; в 1919 году остававшиеся в Петрограде дочери супругов передали их архивы в Пушкинский Дом, вслед за чем навсегда покинули Россию.